# Rıza Türmen

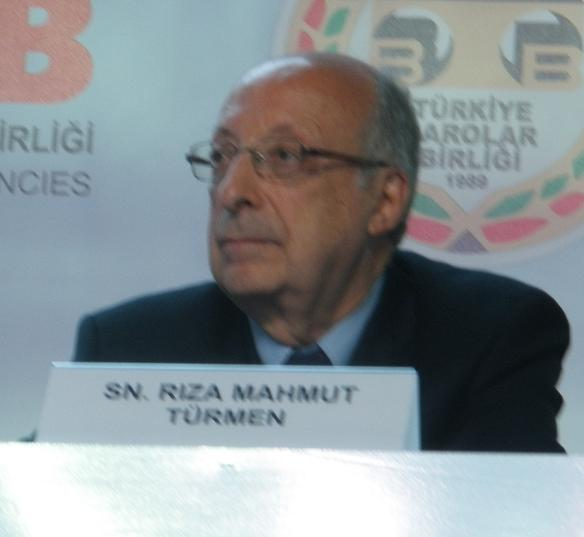
Rıza Türmen (2012)

Rıza Mahmut Türmen (* 17. Juni 1941 in Istanbul) ist ein türkischer Diplomat, ehemaliger Richter am Europäischen Menschenrechtsgerichtshof und Abgeordneter für Izmir in der Großen Nationalversammlung als Mitglied der Republikanischen Volkspartei (CHP), der größten Oppositionspartei des Landes.

## Leben
Er graduierte im Jahre 1964 an der Rechtsfakultät der Universität Istanbul. Seinen Master erhielt er an der McGill University in Montreal, bevor er seine Doktorarbeit an der Fakultät für Politikwissenschaften der Universität Ankara verfasste.
Türmen hatte seit 1966 verschiedene Posten im türkischen Außenministerium inne. 1978 wurde er zum Vertreter der Türkei in der Internationalen Zivilluftfahrtorganisation ernannt. Im Jahre 1985 war er Botschafter in Singapur. Von 1989 bis 1994 arbeitete er in Ankara als Generaldirektor, verantwortlich für den Europarat, die Vereinten Nationen, die Organisation für Sicherheit und Zusammenarbeit in Europa und Menschenrechte. Von 1995 bis 1996 war er Botschafter in Bern, Schweiz. Zwischen 1996 und 1997 war Türmen der Ständige Vertreter der Türkei im Europarat. Vom 1. November 1998 bis 2008 war er der türkische Richter an dem Europäischen Gerichtshof für Menschenrechte.
Seit seinem Rückzug als Richter schrieb er Kolumnen für die türkische Zeitung Milliyet. Rıza Türmen ist auch als Verfechter für eine Unabhängigkeit der Judikative in der Türkei bekannt.
Rıza Türmen ist verheiratet mit Tomris Türmen. Das Paar hat eine Tochter.

## Ehrungen und Auszeichnungen
- Türkiye Barolar Birliği: Rechtsanwalt des Jahres, 2009
- Technische Universität des Nahen Ostens: Auszeichnung für den Ausgezeichneten Dienst, 2009
- Türkiye Gazeteciler Cemiyeti: Auszeichnung für die Pressefreiheit, 2009

## Artikel und Veröffentlichungen
- „Contemporary issues in human rights“, Perceptions, Journal of International Affairs, 1997
- „On multiculturalism“, Perceptions, Journal of International Affairs, 1998–1999